# Доманський район (Умань)
Доманський райоон — найменший мікрорайон на сході Умані з кількаповерховими приватними садибами.

## Назва
Назва району походить від його головної вулиці Даманської, названої на честь Даманського острова що зараз знаходиться під китайською владою та називається Чженьбао.

## Географія
Мікрорайон знаходиться в місті Умань, черкаської області.
Мікрорайон межує з Подніпровським та Подільським історичними регіонами.
Через мікрорайон проходить річка Уманка, ліс та кар'єри.

## Населення
Близько 80% населення складають українці, близько 12% — євреї-хасиди.

## Економіка та інфраструктура
У мікрорайоні діє кілька промислових підприємств, кооперативів і крамниць.
Також діє громадський транспорт.

## Освіта та спорт
У мікрорайоні діє дитячий садок та школа №12 з дитячими гуртками.

## Релігія
У мікрорайоні діють дві церкви Київського патріархату та Єврейська синагога.